# 磁麻苷
磁麻苷（英語：或英語：）是一种强心苷，来源于罗布麻属的罗布麻（学名：Apocynum venetum）、印第安麻（学名：Apocynum cannabinum）等物种，用于治疗心律失常。